# Мойсе (річка)
Мойсе — річка  в Україні (Чернівецька область, Глибоцький район) та Румунії. Ліва  притока Русулуй (басейн Дунаю).

## Опис
Довжина річки приблизно 10 км. Формується з багатьох безіменних струмків та 1 водойми.  

## Розташування
Бере  початок на північному сході від села Біла Криниця. Тече переважно на південний схід через українсько-румунський кордон та село Клімеуць. Між населеними пунктами Костіша та Яз  впадає у річку Русулуй, ліву притоку Сучави.